# Bryolymnia picturata
Bryolymnia picturata är en fjärilsart som beskrevs av William Schaus 1894. Bryolymnia picturata ingår i släktet Bryolymnia och familjen nattflyn. Inga underarter finns listade i Catalogue of Life.

## Bildgalleri

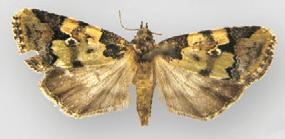